# Samuel Wassall
Samuel Wassall (Birmingham, 28 luglio 1856 – Barrow-in-Furness, 31 gennaio 1927) è stato un militare britannico, che durante la guerra anglo-zulu del 1879 prese parte alla battaglia di Isandlwana dove fu decorato con la Victoria Cross a vivente.

## Biografia
Nacque a Birmingham il 28 luglio 1856, figlio di Thomas e Elisabeth Silk. Dopo aver lavorato come tintore, si arruolò nel British Army il 28 novembre 1875, assegnato al 80º Reggimento fanteria "Staffordshire Volunteers", con cui arrivò in Sudafrica nel 1877.  Unitosi alla Joined Carrington's Mounted Infantry a partire da quello stesso anno partecipò alla nona guerra di frontiera contro gli Xhosa. Dopo lo scoppio della guerra anglo-zulu partecipò alla battaglia di Isandlwana, che terminò con una sanguinosa sconfitta. Riuscito a fuggire in groppa al suo cavallo percorse le sei miglia che lo separavano dal fiume Buffalo, raggiungendone la riva. Mentre si apprestava a guadare il fiume scorse il soldato Westwood che veniva trascinato via dalla corrente al centro del corso d'acqua, e che rischiava di annegare. Sceso dall'animale nonostante la vicinanza dei guerrieri zulu, ne legò le redini alla sponda e quindi si immerse nuotando fino a raggiungere Westwood, e lo riportò a riva. Subito dopo salì sul cavallo ed entrò in acqua per guadare il fiume, trascinando per mano il soldato, incurante del fuoco aperto dai nemici che oramai avevano raggiunto la riva del fiume. Per questo fatto fu decorato dalla Regina Vittoria con la Victoria Cross, la massima onorificenza inglese, e ricevette poi una pensione annua di 10 sterline. L'onorificenza gli fu consegnata a Utrecht, vicino ai confini con il Transvaal, dal nuovo comandante in capo, generale Garnet Wolseley, l'11 settembre 1879 nel corso di una apposita cerimonia, decorato insieme al tenente Gonville Bromhead e al soldato Robert Jones del 24º Reggimento, entrambi distintisi nella difesa di Rorke's Drift.
Lasciato l'esercito il 30 dicembre 1880, si stabilì a Barrow-in-Furness, nel Lancashire, lavorando come elettricista nel locale cantiere navale. Qui, il 10 aprile 1882, sposò la signorina Rebecca Round, da cui ebbe sette figli: quattro maschi, Samuel, Albert, Ernest ed Henry e tre femmine, Florence, Clara e Minnie. Si spense presso il North Lonsdale Hospital di il 31 gennaio 1927. La salma venne tumulata nel locale cimitero il 3 febbraio successivo. La sua medaglia si trova preso il Regimental Museum of the Staffordshire Regt, a Whittington Barracks, vicino a Lichfield.

### Annotazioni
1. ↑  Tale onorificenza rimase per molto tempo l'unica assegnata ad un soldato inglese impegnato nella battaglia di Isandlwana. Nel 1907 ne vennero insigniti postumi anche i tenenti Teignmouth Melvill e Nevill Coghill.

### Fonti
1. ↑  Best 2017, p. 155.
2. ↑  Best 2017, p. 156.
3. 1 2  Rwassell.
4. 1 2 3 4 5 6  Northeastmedals.
5. 1 2 3  Anglo Zulu War.
6. ↑  Best 2017, p. 159.
7. ↑  Best 2017, p. 160.
8. ↑  (EN) The London Gazette (PDF), n. 24734, 17 June 1879.